# Vladimír Vašíček
Vladimír Vašíček (* 29. September 1919 in Mistřín; † 29. August 2003 in Svatobořice) war ein tschechischer Maler der abstrakten Malkunst.

## Leben
Vašíček wurde  in eine Bauernfamilie geboren. Von 1935 bis 1938 machte er eine Lehre in der Werkstatt von Antonín Sychra in Kyjov, der auf das Ausschmücken von Kirchen spezialisiert war. Dort begegnete er Jan Köhler, einem Jugendstilmaler, dessen Entwürfe in dieser Werkstatt realisiert wurden. 1938 fand er in Zlín  eine Anstellung als Werbemaler in einer Privatfirma. In den Salons von Zlín lernte er die zeitgenössische bildende Kunst kennen. Diese Berufsausübung währte nicht lange, denn 1939 wurde er zur Zwangsarbeit im Deutschen Reich herangezogen. Er wurde kurz beim Bau der Bahnstrecke München-Innsbruck eingesetzt, dann bei einer Malerfirma in Linz. Im Dezember wurde er wegen körperlicher Gebrechlichkeit ausgesondert und kehrte nach Zlín zurück, wo er von Frühjahr 1940 bis 1944 an der Baťa-Schule für Kunst eingeschrieben war. Die von Jan Antonín Baťa gegründete private Kunstschule, der der Architekt František Kadlec vorstand, war progressiv ausgerichtet und schloss an die Vorkriegspraxis des Bauhauses in Weimar und Dessau an. Dort lehrten unter anderem der Architekt František Lydie Gahura (der viele Gebäude des Ortes entworfen hatte), der Stadtplaner Bohuslav Fuchs, der avantgardistische Bildhauer und Maschinendesigner Vincenc Makovský, der Skulpteur und Medailleur Luděk Havelka, die Maler Richard Wiesner, Josef Kousal, Vladimír Hroch, Jan Sládek und Eduard Milén sowie die Kunsthistoriker Albert Kutal, Oldřich Stefan und Václav V. Štech. Seine Mitstudierenden waren zum Beispiel Václav Chad, Čestmír Kafka, Miroslav Šimorda, Jan Rajlich, Miloslav Čevela, Jiří Hejna und viele andere später bedeutende Künstler des Landes. Zur Ausbildung gehörte der Einsatz im Designbüro der auf dem Gebiet der industriellen Schuhherstellung führenden Baťa-Fabriken, den Vašíček im Studienjahr 1944/1945 absolvierte. Das Büro wurde vom Architekten Vladimír Karfík geleitet. Im Mai 1945 setzte er seine Ausbildung nahtlos an der Akademie der Bildenden Künste in Prag fort, wo ihn Professor Vratislav Nechleba betreute. Unter seinen Kommilitonen waren Karel Teissig, Richard Fremund und Mojmír Hamsík. Er wechselte 1946 schließlich in das Atelier von Professor Ján Želibský, wo er mit Miroslav Tichý, Ladislav Čepelák, Vladislav Vaculka und Viera Kraicová zusammentraf. 1946 besuchte er die Ausstellungen der „Pariser spanischen Schule“, des Lebenswerkes von František Kupka zwischen den Jahren 1880 und 1946 und eine postume des im KZ ermordeten Malers Josef Čapek, die in ihm dauerhafte Eindrücke hinterließen. 1947 heiratete er Bozena Žďárská. 1948, zum Ende seiner Studienzeit, gehörte er neben R. Fremund, M. Tichý, J. Dostál, J. Kolínská und ein paar weiteren einer Gruppe angehender Künstler um den Maler Jiří Martin an. Martin gab Erfahrungen und Wissen weiter, die er während seines vorigen Aufenthaltes in Paris gewonnen hatte und nach denen die jungen Menschen dürsteten, weil ihnen die hermetisch abgeschottete antimoderne Doktrin des offiziell proklamierten sozialistischen Realismus nicht behagte. Er trat nach Erlangung des Diploms dem Bund der tschechoslowakischen bildenden Künstler bei und leistete einen abgekürzten Grundwehrdienst ab. 1949 verließ er Prag, um in sein Heimatdorf nach Svatobořice-Mistřín zurückzukehren, wo er sich dauerhaft in Abgeschiedenheit vom reglementierten Kulturbetrieb als freischaffender Künstler ansiedelte. Noch im selben Jahr hatte er seine erste Einzelausstellung in Kyjov, die er selbst organisiert hatte. In Brünn wurde er zum Mitglied des Bundes der bildenden Künstler Aleš (SVU Aleš) und lernte Bohumir Matal und Jan Kubíček kennen.
Ab etwa 1950, als die stalinistische Ideologie tief in den tschechischen Kulturraum eindrang, knüpfte er enge Kontakte zu meinungsverwandten, ebenfalls nicht anpassungswilligen mährischen Künstlern. Von den bildenden Künstlern waren es neben Matal und Kubíček vor allem Vaculka und Tichý. Diese fünf Maler blieben der progressiven Idee verhaftet und versuchten auf der tschechischen Vorkriegstradition auf dem Gebiet der Abstraktion aufzubauen, mit den Tendenzen des Westens Schritt zu halten und eine abstrakte tschechische Nachkriegskunst zu erschaffen. Vašíček wurde 1951 durch die Kreisorganisation des SČSVU (Svaz čs. výtvarných umělců; dt. Bund der tschechoslowakischen bildenden Künstler) in Gottwaldov, dem umbenannten Zlín, ideologisch kritisiert und ökonomisch unterdrückt. Einige Jahre musste er nun unauffällig bleiben. Besonders in Erwartung, Exponate aus anderen europäischen Ländern zu sehen, besuchte er 1956 die Ausstellung der Kubismus-Sammlung der Nationalgalerie in Prag, die ihr von Dr. Vincenc Kramář geschenkt worden war. Ins Jahr 1959 fiel eine Studienreise in die Sowjetunion. Im Puschkin-Museum in Moskau und in der Eremitage in Leningrad, dem heutigen Sankt Petersburg, zog es ihn vor allem zu den Werken der europäischen modernen Malerei. Bis 1960, dem Jahr, in dem er in Salzburg Oskar Kokoschka und Giacomo Manzú traf, hatte sich Vašíčeks spezielle abstrakte Malweise herausgebildet. Diese wurde auch schon in der Retrospektive Vašíček 1951–1961 im Künstlerclub Mánes in Prag Anfang 1962 berücksichtigt.
1962 erfolgte eine Studienreise nach Polen. In Danzig und Warschau knüpfte er Kontakte zu Kollegen und in die Kunstszene. Eine Studienreise nach Bulgarien schloss sich 1963 an und 1964 setzte er bei zwei weiteren Besuchen seine polnischen Beziehungen fort. Mit dem Museum der modernen Kunst in Łódź kam ein erster Kontakt zustande. Die nächsten Reiseziele waren 1965 die DDR und die Sowjetunion, danach Frankreich, wo er Paris und Toulon besuchte. 1966 begab er sich auf Studienreise durch Ungarn. Währenddessen wurden Bilder von ihm innerhalb der „Tschechoslowakischen Kunst-Schau“ in Algerien, Tunesien und Ägypten ausgestellt. Seinen nächsten Aufenthalt in Paris, 1967, verband er mit einem Ausflug in die Normandie. 1968 besuchte er nochmals Paris. Als der Prager Frühling ein gewaltsames Ende fand, floh er mithilfe des späteren Schweizer Bundespräsidenten Hans-Rudolf Merz aus der ČSSR in die Schweiz. Dort fanden zwei große Vašíček-Ausstellungen statt, eine in St. Gallen und eine in Biel/Bienne. 1969 beteiligte er sich zudem an der Malerei- und Skulpturenausstellung im italienischen Pistoia (Rassegna di pittura e scultura città di Pistoia). Nach Beruhigung der politischen Lage 1970 entschloss sich Vašíček in seine Heimat zurückzukehren. Mittels persönlicher Besuche pflegte er in den Folgejahren seine Kontakte in Polen und Frankreich. Doch die Repressionen unter dem Schlagwort einer angeblichen „Normalisierung“ im eigenen Land nahmen wieder zu. So wurde er zwischen 1972 und 1978 aus dem öffentlichen Kulturleben hinaus gedrängt. Um seinen Lebensunterhalt zu bestreiten, nahm er eine Stelle als Restaurator in mährischen Kirchen an. Er musste auch mit ansehen, wie Freunde ins Exil gingen. Für die im Land gebliebenen aus der Norm fallenden Künstler wurde sein abgelegenes Atelier schließlich zum Treffpunkt.
1979 setzte wieder eine Entspannungsphase ein und es gab zu seinem 60. Geburtstag eine Jubiläumsausstellung des Lebenswerkes in der Galerie der Bildenden Künste in Hodonín (dt. Göding). Seitdem erfuhr Vašíček wieder Anerkennung. In den 1980er/1990er-Jahren hatte er mehrere inländische Werkpräsentationen. Er starb am 29. August 2003 in Svatobořice-Mistřín.

## Stil, Wirkung und Stellung in der Kunstwelt
Vašíček malte überwiegend mit Ölfarbe auf Leinwand, seltener Gouachen und nur vereinzelt Ölbilder auf Malkarton oder Holz. Seine frühen Motive waren Mädchen und Landschaften, wobei teilweise eine Farbkomponente in fauvistischer Manier kräftig hervorsticht wie beim Mädchen mit rotem Haar (Dívka s rudými vlasy) das leuchtend rote Haar oder beim Mädchen im Schal (Děvče v šátku) das knallgelbe Gesicht. In den 1950er-Jahren kamen Stillleben hinzu. Die Formen nahmen leichte kubistische Züge an, zum Beispiel bei Stillleben mit Heizstrahler (Zatiší s teplometem) Um 1960 setzte die oft mit ziselierten Schwüngen und Linien ausgeführte Abstraktion ein, die er bis zu seinem Tode beibehielt.
Er war ein Nonkonformist, zu allen Zeiten unbeugsam gegenüber der staatlichen Doktrin des sozialistischen Realismus. Er igelte sich in der Abgeschiedenheit seiner dörflichen Herkunft ein. Die in dieser Abgeschiedenheit entstandene Kunst floss erst allmählich in den nationalen Kunstbetrieb ein und wurde spät international wahrgenommen, ohne je das Maß an Anerkennung erhalten zu haben, das ihr zustünde.
Vladimír Vašíčeks abstraktes Werk ist sehr umfangreich und kohärent in seiner Form und seinem Inhalt. Durch seine Bedeutungsvielfalt und mehrdimensionalen Schichtung wirkt es abgehoben. Man kann die Bedeutung intuitiv fühlen, aber nicht mit Worten beschreiben. Vasicek spricht uns an, in einer Bildersprache, die assoziativ Erinnerungen hervorruft und gleichzeitig unsere geistige Wirklichkeit beeinflusst. Die fast schon provozierende Methode beunruhigt uns, zieht uns aber gleichzeitig an. Josef Maliva meinte in seiner Werkcharakteristik von 1993, zum einen reflektierten die Gemälde die Philosophie und das Weltverständnis des Künstlers mit all ihren „unverträglichen Polaritäten“, zum anderen seien darin aber „Erlebnisse der einfachen Naturwunder“ zu finden: „Poesie der ländlichen Felder, Wiesen [u]nd Gärten des sonnigen Südmährens“. Jaroslav Kačer ernannte ihn 1996 zum Pionier der tschechischen abstrakten Malerei, gleichrangig mit Jan Kotík, Jiří Balcar und Aleš Veselý.

## Sammlungen
(Quelle:)
- Gallery of Fine Art, Mährisch Ostrau (Ostrava)
- Nationalgalerie Prag
- Mährische Galerie, Brünn (Brno)
- Museum der Stadt Brünn, Festung Špilberk
- Museum für moderne Kunst, Olmütz (Olomouc)
- Regionale Kunstgalerie, Zlin
- Kunstgalerie Hodonin (Hodonín)
- Tschechisches Museum der Schönen Künste (GASK), Kuttenberg (Kutná Hora)
- Slowakisches Museum Uherské Hradiště
- Institut für Volkskultur, Schloss Straßnitz (Strážnice zámek)

## Ehrungen
(Quelle:)
- 1995: Preis der „Masarykova akademie umění“
- 1996: František-Kupka-Preis der Vereinigung tschechischer Grafiker
- 2002: Ehrenbürgerschaft von Kyjov